# Wolfgang Fahrian
Wolfgang Fahrian (ur. 31 maja 1941 w Blausteinie, zm. 13 kwietnia 2022) – były niemiecki piłkarz występujący na pozycji bramkarza.

## Kariera klubowa
Fahrian jako junior grał w klubach TuS Klingenstein oraz TSG Ulm 1846. W 1960 roku został włączony do pierwszej drużyny TSG Ulm 1846. W 1964 roku przeszedł do Herthy Berlin. W Bundeslidze zadebiutował 22 sierpnia 1964 w wygranym 3:2 meczu z 1. FC Köln. W 1965 roku spadł z klubem do Stadtligi Berlin.
W 1966 roku został graczem pierwszoligowego TSV 1860 Monachium. Pierwszy ligowy mecz zaliczył tam 10 września 1966 przeciwko MSV Duisburg (3:3). W 1967 roku odszedł do grającej w Regionallidze West Fortuny Düsseldorf. W 1969 roku trafił do Fortuny Kolonia. W 1973 roku awansował z zespołem do Bundesligi. W 1974 roku spadł z nim do 2. Bundesligi. W 1976 roku zakończył karierę.

## Kariera reprezentacyjna
W reprezentacji RFN Fahrian zadebiutował 11 kwietnia 1962 w wygranym 3:0 towarzyskim meczu z Urugwajem. W tym samym roku został powołany do kadry na mistrzostwa świata. Zagrał na nich we wszystkich meczach swojej drużyny - z Włochami (0:0), Szwajcarią (2:1), Chile (2:0) oraz Jugosławią (0:1). Tamten turniej Niemcy zakończyli na ćwierćfinale. Po raz ostatni w kadrze Fahrian zagrał 29 kwietnia 1964 w przegranym 3:4 towarzyskim spotkaniu z Czechosłowacją. W latach 1962–1964 w drużynie narodowej rozegrał w sumie 10 spotkań.